# Hugues X de Lusignan
Pour les articles homonymes, voir Hugues de Lusignan.
Hugues X de Lusignan (v. 1182-5 juin 1249) est un noble poitevin, seigneur de Lusignan, de Château-Larcher et comte de la Marche (1219-1249). Il possédait également les châteaux de Frontenay et de Couhé,.
Par son mariage, en 1220, avec Isabelle Taillefer (v. 1188/1192-1246), veuve de Jean sans Terre (♰ 1216), il devient  comte d'Angoulême (1220-1246) et beau-père du roi d'Angleterre, Henri III Plantagenêt (1207-1272).
Hugues X était un grand seigneur comptant parmi les plus puissants barons du royaume de France,.

## Biographie

### Famille
Hugues X est le fils unique d'Hugues IX le Brun (1151-1219) et de sa première épouse dont l'identité reste inconnue.
Hugues X est au centre d'un puissant réseau familial : son cousin est le comte d'Eu, Raoul II d'Exoudun (1207-1246), ; son cousin germain éloigné au premier degré, Geoffroy II de Lusignan (v. 1195-sept. 1248), possède plusieurs fiefs dans le Bas-Poitou ; et ses cousins issus de germain, éloigné au premier degré, sont Joscelin Ier (av. 1166-av. 1220), seigneur de Lezay et de Monthoiron, et Guillaume II de Lezay dit le Chauve (av 1166-v. 1248), seigneur d'Angles-sur-l'Anglin et de l'Isle-Jourdain dans le Haut-Poitou,.
Hugues X est également apparenté aux rois de Chypre, Hugues Ier (♰ 1218) et Henri Ier de Lusignan (♰ 1253).

### Jeunesse
En 1199, il est décidé d'une grande union entre les Lusignan et les Taillefer. Son père, Hugues IX le Brun, seigneur de Lusignan, doit épouser en secondes noces Isabelle Taillefer héritière du comté d'Angoulême, une enfant de huit ou dix ans. Après avoir accordé à son oncle Raoul Ier d'Exoudun les possessions normandes d'Eu, Richard Cœur de Lion, comte de Poitou, duc de Normandie, suzerain des Lusignan, permet au lignage d'accéder une seconde fois au rang comtal. Cette future union permet au souverain anglais de stabiliser le nord de l'Aquitaine en faisant basculer l'Angoumois, toujours hostile aux Plantagenêt, dans les mains d'une maison fidèle.
Cependant la mort du roi Richard d'Angleterre, à Chalus le 6 avril 1199,,,, ouvre une période de grande confusion et de succession entre les partisans d'Arthur, duc de Bretagne et neveu de Richard, et Jean d'Angleterre, comte de Mortain, frère cadet de Richard. Les Taillefer portent leur soutien au jeune Arthur et à Philippe II Auguste. Les Lusignan choisissent de soutenir le dernier fils d'Aliénor d'Aquitaine. Au centre de ce jeu d'alliances se pose la question du contrôle du comté de la Marche et la domination, pour l'une des deux familles, sur le nord du duché d'Aquitaine.

#### Le comté de la Marche
Son père, en capturant Aliénor d'Aquitaine, lors de son passage sur ses terres en décembre 1199, se fait remettre le comté de la Marche par la reine pour prix de sa libération,. Le 28 janvier 1200 à Caen, Hugues IX le Brun prête hommage au roi Jean sans Terre pour le comté de la Marche. Raoul Ier d'Exoudun fait de même pour le comté d'Eu qu'il tient du chef de son épouse Alix,. Son père est désormais à la tête d'un puissant réseau familial et féodal et le jeune Hugues X est son unique héritier. Marche, fiefs mélusins et bientôt Angoumois seront dans la même main, donnant naissance à l'une des plus importantes possession territoriale du centre ouest de la France : un réel danger pour la souveraineté ducale. Le souverain Plantagenêt ne va pas tarder à réagir.

#### L'enlèvement d'Isabelle d'Angoulême
En août 1200, Jean sans Terre, successeur du roi Richard, voyant le danger de cette union épouse la jeune Isabelle Taillefer. Les Lusignan, floués, font alors appel au roi de France pour obtenir justice. Comme Jean sans Terre refuse de se présenter à son suzerain pour répondre de ses actes, Philippe Auguste prononce la commise des biens du Plantagenêt en France, le 28 avril 1202,,,. Pour concurrencer les prétentions de Jean sans Terre et d'Isabelle sur l'Angoumois, son père, Hugues IX le Brun, épouse la cousine d'Isabelle : Mathilde Taillefer, fille unique du comte Vulgrin III que ses oncles ont spolié du comté d'Angoulême.
À partir de ces événements, le lignage Lusignan sera hostile à la politique du souverain Plantagenêt en Aquitaine,. Cela sera le cas jusqu'en 1214, où pour secourir Geoffroy Ier de Lusignan assiégé dans Vouvant, Hugues IX le Brun et Raoul Ier d'Exoudun négocieront leur ralliement entraînant celui de leurs autres parents.

#### Le traité de Parthenay (1214)
Le 25 mai 1214, pour asseoir sa position en Poitou et apaiser les Lusignan, Jean d'Angleterre passe un traité avec ces derniers. Une alliance est scellée entre les deux familles. Il est conclu entre Jean sans Terre d'une part, Hugues IX le Brun, comte de la Marche, Raoul Ier d'Exoudun, comte d'Eu et Geoffroy Ier de Lusignan, seigneur de Vouvant et de Mervent, d'autre part, que le roi lui donnera en mariage sa fille Jeanne d'Angleterre, née en 1210 d'Isabelle Taillefer, assorti d'une dot de 2000 livres. Jeanne est confiée à la garde du comte de la Marche et à son futur époux, Hugues X de Lusignan. Hugues X reçoit en bail l'île d'Oléron et la Saintonge. Jean sans Terre renonce au comté de la Marche et Hugues IX le Brun renonce aux prétentions qu'il pouvait exercer sur celui d'Angoulême,. D'autres dispositions sont actées le 27 mai 1214. Ce traité fait d'Hugues X un membre important de la vie politique régionale et le hisse comme représentant du pouvoir comtal en Saintonge.

### HuguesXde Lusignan, un grand feudataire
Les décès successifs de Geoffroy Ier de Lusignan (♰ 1216), de Raoul Ier d'Exoudun (♰ 1219) et d'Hugues IX le Brun (♰ 1219) à Damiette, lors de la cinquième croisade, font d’Hugues X le nouveau chef de la maison de Lusignan. Dès 1219, il règne sur un important domaine et exerce son pouvoir sur les fiefs poitevins de Lusignan, Château-Larcher, Couhé, Frontenay et sur le comté de la Marche. La disparition de Jean sans Terre en 1216, le retour forcé de la reine Isabelle à Angoulême, l'année suivante, écartée de la régence par les grands seigneurs anglais permettent au seigneur de Lusignan de déployer une politique de pressions en Poitou sur le pouvoir ducal.

#### Mariage avec Isabelle d'Angoulême
Proche de la quarantaine d'années, Hugues X n'est toujours pas marié et la jeune princesse anglaise, Jeanne, réside toujours en terre poitevine, trop jeune encore pour prendre époux. Hugues, à ce titre, exerce la charge de bailli sur Saintes et Oléron pour le compte de la couronne anglaise. Isabelle Taillefer, veuve depuis 1216, réside dans son comté d'Angoulême dont elle a réussi à prendre le contrôle. Vingt ans après, l’occasion se présente à nouveau de constituer autour des fiefs Lusignan du Poitou, des comtés de la Marche et de l’Angoumois un vaste ensemble territorial.
C'est dans le courant du printemps 1220 qu'Hugues X de Lusignan épouse Isabelle Taillefer,,,, fille unique d'Aymar (♰ 1202), reine consort d'Angleterre et comtesse d'Angoulême (suo jure), ancienne fiancée de son père en 1200. Par cette union, une grande partie du nord-aquitain ou "Grand Poitou", décrit et nommé ainsi par Matthieu Cosson,, va tomber peu à peu sous la domination du couple Lusignan-Taillefer.
Hugues X demande immédiatement à entrer en possession du douaire de son épouse. Henri III d'Angleterre donne au nouveau couple les terres anglaises, normandes, et surtout les seigneuries de Saintes et de Niort constituant le douaire de sa mère Isabelle. En 1221, après une dispute, ses terres anglaises sont brièvement saisies, puis définitivement confisquées en juin 1224 à la suite du traité de Bourges.

#### Le traité de Bourges (1224)
En mai 1224, Hugues X de Lusignan s'allie au roi de France Louis VIII et lui fait hommage lige en contrepartie de Saintes, des droits comtaux sur la Saintonge, d'Oléron et de la vicomté de Châtellerault pour son parent Geoffroy II de Lusignan,. Ce changement d'alliance fait passer sous domination capétienne le nord aquitain : Poitou, Saintonge, Angoumois, Marche et fragilise Bordeaux et les possessions anglaises de Gascogne. Louis VIII ne conquiert pas réellement le Poitou par cet accord, il en chasse simplement le roi d'Angleterre et ses agents et remplace leur domination lointaine par la sienne. Le traité de Bourges amorce le contrôle capétien du Poitou aux dépens de leurs concurrents Plantagenêt.
À cette époque, Hugues X de Lusignan et Isabelle d'Angoulême font partie des grands feudataires du royaume de France. Le beau-fils d'Hugues X n'est autre que le roi d'Angleterre, Henri III Plantagenêt. Hugues X possède l'Angoumois, la Marche, la Saintonge, une partie de l'Aunis, Oléron et plusieurs domaines et places fortes en Poitou soit directement, soit détenus par un membre de sa famille. Leurs possessions sont à la frontière des domaines  Plantagenêt et Capétiens. Sans l'autorisation d'Hugues X et de ses parents aucun des deux souverains ne peut entrer en Poitou. Hugues X de Lusignan et Isabelle d'Angoulême ont créé un État dans l’État, quasi indépendant.
L'effondrement de l'autorité de la couronne anglaise dans le nord-aquitain et la faible influence du pouvoir capétien, permet à Hugues X de mener une politique expansionniste et de surenchères. Cependant, si la domination du couple Lusignan-Taillefer est incontestable sur le "Grand Poitou", l'opportunité qu'il a offert aux capétiens d'installer leur légitimité sur une partie de l'héritage d'Aliénor d'Aquitaine est annonciateur des évènements de 1241.
Hugues X échoue dans sa conquête de l'Aquitaine et de Bordeaux. La menace d'un débarquement anglais, qui avait pesé sur l'Aunis en mai 1226, incite le seigneur de Lusignan à renouer diplomatiquement avec son beau-fils,. Durant le siège d'Avignon, pendant l'été 1226, il s'entend avec deux autres grands seigneurs que sont Pierre de Dreux dit Mauclerc, duc de Bretagne, et Thibaut IV, comte de Champagne,,. Par l'entremise du duc de Bretagne, il obtient le 19 octobre l'assurance que s'il acceptait de se rallier au roi d'Angleterre le traité du 27 mars 1224 serait observé.

#### Politique de surenchères

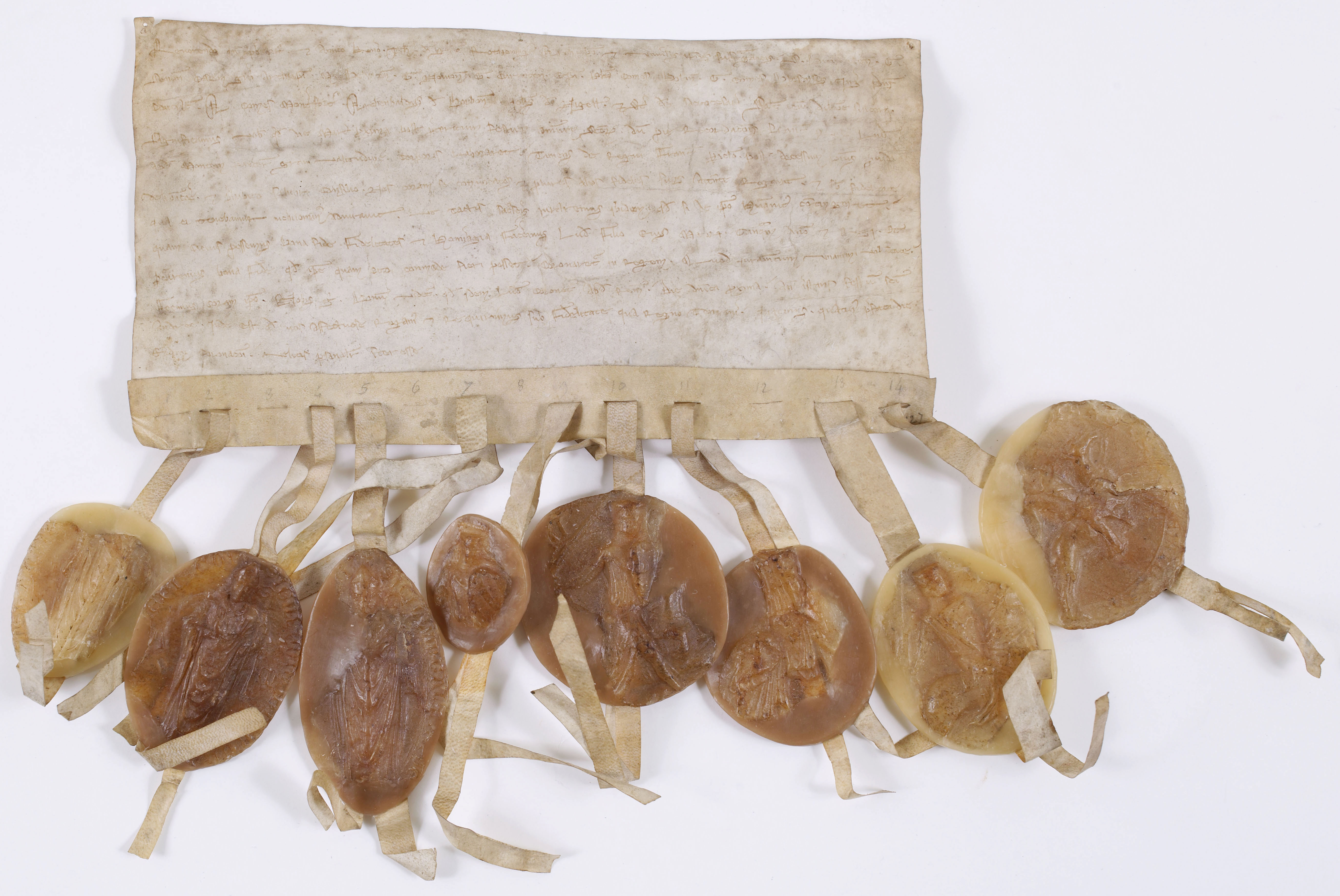

Le décès prématuré de Louis VIII, de dysenterie aiguë à Montpensier le 8 novembre 1226, laisse la couronne à un jeune souverain de douze ans et va bouleverser l'équilibre politique du royaume. Le sacre du jeune Louis IX a lieu le 29 novembre 1226 ; Thibaud de Champagne, Pierre Mauclerc, Hugues X de Lusignan et Isabelle d'Angoulême en sont absents.
Hugues X négocie son retour à l'alliance anglaise et le 18 décembre 1226, Henri III Plantagenêt propose un nouveau traité qui doit faire revenir à son service le comte de la Marche, le vicomte de Thouars et le seigneur de Parthenay. En échange de l'hommage et de la fidélité du comte de la Marche, le roi d'Angleterre accepte de lui remettre en fief, transmissible à ses héritiers, Saintes et la Saintonge, Pont-l'abbé, la forêt de Baconais, l'île d'Oléron, les châteaux de Merpins et de Cognac,,, et d'autres importantes concessions comme la ville de Niort. Le 20 décembre, l'ambassadeur d'Henri III, l'archidiacre de Chichester, porteur du traité arrive à Lusignan en même temps que celui de Blanche de Castille. Hugues X informe Henri III qu'il va rencontrer la régente le 2 février 1227,. Le comte de la Marche ouvre ainsi une politique des enchères entre Capétiens et Plantagenêt qui va se concrétiser par le traité de Vendôme. Le 2 mars 1227, Hugues X et Pierre Mauclerc permettent à Thibaud IV de Champagne de conclure une trêve avec le roi de France.

#### Le traité de Vendôme (1227)
Le 16 mars 1227, Hugues X de Lusignan et Pierre Mauclerc rencontrent la reine Blanche à Vendôme. Le jeune Louis IX, sur les conseils de sa mère, est des plus magnanimes et reçoit leurs hommages. Hugues X de Lusignan se fait octroyer par la reine Blanche de Castille la somme colossale de 10 600 livres tournois par an pendant dix ans. La perte du douaire d'Isabelle d'Angoulême est compensée. Leur fils aîné, le futur Hugues XI le Brun, sera marié à Isabelle de France, unique sœur de Louis IX, et leur fille Isabelle promise à Alphonse de France, frère cadet du roi. En contrepartie, Hugues X de Lusignan doit rendre à la régente tous les biens qu’il tenait de Louis VIII le Lion. Il promet, en outre, la soumission de ses vassaux et surtout de ne pas s’allier aux ennemis du royaume,.
Cependant, le projet de mariage entre Alphonse de France et Isabelle de la Marche est refusé par la papauté à cause de leur consanguinité au quatrième degré. De plus, de nouvelles priorités politiques actées le 12 avril 1229, lors du traité de Paris,,,,, enterrent en partie ce qui a été acté à Vendôme. Alphonse épouse en 1234 Jeanne, l’héritière du comté de Toulouse.
L'étude des enchères qui opposent les rois de France et d'Angleterre entre 1223 et 1242 montre qu'à partir de 1227, il n'est pas question pour le comte de la Marche de remettre en question son allégeance capétienne.

#### Le traité de Clisson (1230)
Le 30 mai 1230, Hugues X traite avec la reine Blanche et son fils, le roi Louis IX. Le traité de Clisson garantit toujours le mariage de son fils aîné, Hugues XI le Brun, et Isabelle de France et prévoit que le roi soit dégagé de ses promesses si en deux ans, la dispense pontificale n'est pas obtenue. En contrepartie, Hugues X reçoit en compensation la ville et le château de Saint-Jean-d'Angély et celui de Montreuil-Bonnin, Langeais et une partie de l'Aunis,,. Compte tenu de l'opposition pontificale, le futur Hugues XI le Brun qui avait été promis à Isabelle de France épouse en 1236 Yolande de Bretagne, fille de Pierre Mauclerc.

### La révolte de 1241

#### Les causes
Le comte Hugues X conserve le château et la ville de Saint-Jean-d'Angély ainsi que le grand fief d'Aunis jusqu'en 1241, année où Alphonse, frère cadet de Louis IX, est déclaré majeur et reçoit le comté de Poitou en application du testament de leur père Louis VIII. Cette même année, en juillet à Poitiers, Hugues X prête hommage au comte Alphonse. Saint-Jean d'Angély et le Grand fief d'Aunis, que le traité de Clisson leur avait accordés doivent aussi être restitués. L'accord prend pour référence le traité de Bourges, antérieur aux traités de Vendôme ou de Clisson, donc moins généreux. Ces clauses mettent sérieusement en péril les nombreux empiétements du comte de la Marche sur le domaine comtal et le reste des féodaux poitevins. Hugues X n'accepte pas de perdre l'autonomie qu'il avait auparavant : il n'est plus vassal direct du roi de France mais seulement du comte de Poitiers, son cadet, et perd sa suprématie dans le nord de l'Aquitaine. À l'investiture du Poitou et de la Saintonge est ajoutée celle de l'Auvergne, ce qui permet au jeune comte de Poitou d'encercler les terres marchoises et angoumoisines du couple Lusignan-Taillefer.
À cette situation territoriale et politique défavorable s'ajoute l'avanie : Isabelle Taillefer, comtesse d'Angoulême, mère du roi Henri III Plantagenêt, qui fut reine d'Angleterre (1200-1216), doit attendre trois jours avant de pouvoir être reçue par Louis IX où elle est publiquement humiliée. L'offense faite à la comtesse-reine ne peut être pardonnée. Le 15 octobre 1241, Hugues X de Lusignan établi une alliance défensive avec le comte Raymond VII de Toulouse et le roi Jacques Ier d'Aragon. À la tête d'une partie de la noblesse d'Angoumois et du Poitou, Hugues X et Isabelle se liguent contre leurs suzerains. Entre les mois de juillet et décembre 1241, Blanche de Castille est avertie du complot par une lettre que lui adresse un marchand de La Rochelle.

#### HuguesXdénonce son serment de fidélité
En décembre 1241, Henri III d'Angleterre renonce à de nombreux droits qu'il possède en aquitaine : notamment sur les châtellenies de Jarnac, Cognac, Merpins en faveur du couple et de leurs héritiers en échange de leur hommage et de leur service,. Cependant, la révolte se déclenche avant que les coalisés soient prêts à entrer en guerre. En décembre 1241, Alphonse invite Hugues X à célébrer à Poitiers les fêtes de noël. Le seigneur de Lusignan se rend au palais comtal, rompt son hommage et lance un défi à son suzerain.
Hugues X de Lusignan reçoit les soutiens de Raymond VII, comte de Toulouse, de Roger IV, comte de Foix, et demande celui de son beau-fils, le roi d'Angleterre, Henri III Plantegenêt. Si Hugues X a réussi à rassembler derrière lui ses cousins, s'il semble avoir mis sur pied la plus formidable coalition opposée au pouvoir capétien depuis l'année 1214, sur place, ses soutiens se réduisent aux barons gascons et saintongeais, ralliés à lui par fidélité au roi d'Angleterre. Forcés d'entrer en rébellion avant que ses alliés ne soient prêts, les Lusignan se retrouvent seuls en première ligne, fragilisés par le désamour de la noblesse poitevine.

#### L'offensive capétienne
Immédiatement, la famille capétienne réagit : le 5 janvier 1242, Alphonse de Poitiers convoque la noblesse poitevine à Chinon pour Pâques. Des seigneurs fidèles, d'autres moins mais ennemis des Lusignan, répondent à l'appel. De son côté, le roi d'Angleterre annonce publiquement à Londres, le 17 avril, vouloir débarquer prochainement en Gascogne pour se porter au secours du comte de la Marche contre le roi de France. C’est le début de la guerre de Saintonge.
Louis IX dirige la campagne personnellement et convoque l'ost à Chinon pour le 28 avril. Il y reçoit la soumission du vicomte de Thouars, Aimery VIII, et de son frère Geoffroy, trésorier du chapitre de Saint-Hilaire de Poitiers,,. Le 4 mai, le roi de France est à Poitiers avec une armée de 24 000 hommes et des engins de siège.
La révolte est promptement réprimée par Louis IX et Alphonse de Poitiers. Le 9 mai, les Français réussissent à s'emparer du château de Montreuil-Bonnin, place forte des Lusignan. Le roi d'Angleterre débarque à Royan le 13 mai avant de rejoindre à Pons, le 20 mai, son beau-père Hugues X de Lusignan et les seigneurs de Saintonge. Après avoir pris la tour de Ganne à Béruges, qu'il fait raser,, Louis IX attaque les châteaux de Geoffroy II de Lusignan : Fontenay est pris en peu de temps, et Vouvant est investi le 6 juin marquant la reddition de son seigneur, Geoffroy II de Lusignan.
Mais surtout les Français s'emparent de la forteresse de Frontenay considérée comme inexpugnable à l'époque et défendue par un fils naturel d'Hugues X et 100 chevaliers,. La forteresse résiste pendant deux semaines aux assauts capétiens durant lesquels Alphonse de Poitiers est blessé par un tir d'arbalète. Lors de sa prise, le commandant de la place, bâtard du comte de la Marche, évite une mise à mort et est fait prisonnier avec 41 chevaliers et 80 sergents,. En représailles, les murailles sont rasées et la ville est alors appelée Frontenay-l’Abattu. Les troupes capétiennes prennent ensuite les châteaux de Villiers, qui est détruit, Prahecq et Saint-Gelais. Puis, les troupes françaises entrent en Aunis et en Saintonge et prennent Tonnay-Boutonne, Matha, dont le donjon est rasée, celui de Thors qui se rend et Le Seure est pris et détruit. Après avoir vaincu Geoffroy II de Lusignan et désenclavé la ville de Niort, l'armée royale se dirige vers Saintes où se trouvent les conjurés.

#### La bataille de Taillebourg

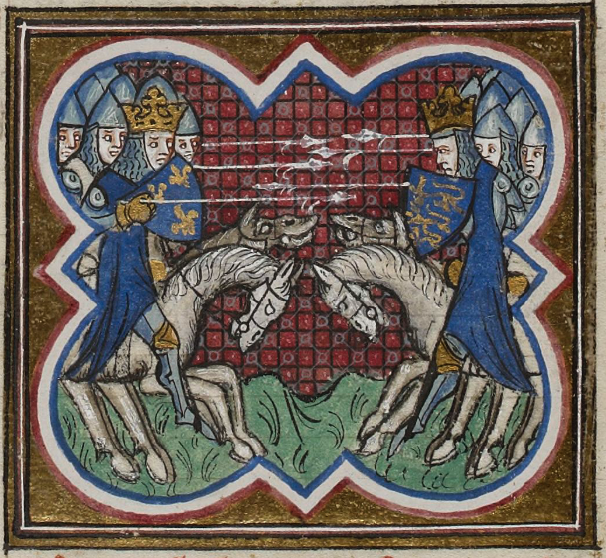
Bataille de Taillebourg (1242)

Le roi de France est hébergé au château de Taillebourg, possession de Geoffroy V de Rancon, ennemi déclaré d'Hugues X, qui surplombe le premier pont sur la Charente depuis son embouchure. C'est un passage stratégique entre Saint-Jean-d'Angély et le Poitou au nord et Saintes (qui appartenait alors aux Lusignan) et l'Aquitaine au sud. Le 19 juillet, les deux armées se font face de chaque côté du pont sans qu'un véritable combat ait lieu. Le 21 juillet, la bataille de Taillebourg se résume en une charge massive des chevaliers français qui déboulent du château et bousculent leurs adversaires contraints de fuir,,.

#### La bataille de Saintes
Après cet engagement qui leur permet de contrôler un pont stratégique, les Franco-Poitevins exploitent leur avantage. Le 22 juillet, sous les murs de Saintes, se déroule la bataille décisive. Hugues X de Lusignan avec ses fils Hugues le Brun, Guy et Geoffroy, participent aux combats et attaquent les fourrageurs français qu'ils mettent en déroutent,. Cependant, les Anglo-Saintongeais sont défaits et abandonnent Saintes,. L'ensemble des membres de la famille Lusignan est vaincu de façon définitive.

#### Le traité de Pons (1242)
Le 29 juillet 1242, Hugues XI le Brun, fils aîné d'Hugues X, héritier de la maison de Lusignan, se rend au camp du roi de France à Pons pour négocier la fin des hostilités. Il est retenu en otage en attendant la reddition de ses parents. Le 30 juillet à Pons, Hugues X de Lusignan avec son épouse Isabelle et ses enfants se soumettent à Louis IX avant de rendre hommage au frère de ce dernier, Alphonse de Poitiers.
Le 1er août 1242, le règlement de la révolte féodale est sévère pour Hugues X et Isabelle. Le roi de France garde les terres conquises et les attribue à son frère Alphonse de Poitiers ; à savoir : Saintes et sa châtellenie, La Forêt-sur-Sèvre, La Vergne, Pont-l'Abbé, Montreuil-Bonnin, Frontenay, Langeais, Saint-Gelais, Prahecq, Tonnay-Boutonne, la Clouse, Beaussais, les fiefs que le comte d'Eu, Raoul II d'Exoudun, tient du seigneur de Lusignan, le fief de Renaud de Pons, le fief de Geoffroy V de Rancon, les fiefs de Geoffroy II de Lusignan, le grand fief d'Aunis, soit un tiers de ses domaines est confisqué. Louis IX est désormais quitte des 5 000 livres tournois qu'il payait chaque an à Hugues X depuis 1227. Le roi reçoit le comte de la Marche à hommage lige pour le comté d'Angoulême avec les châteaux et châtellenies de Cognac, Jarnac, Merpins, Aubeterre, Villebois.
Le 3 août, Louis IX impose en outre à Hugues X la remise pour quatre ans de ses châteaux de Merpins et Château-Larcher, pour huit ans du château de Crozant, à charge pour Lusignan de payer les frais de garde,,,. De plus, les fils d'Hugues X devront prêter hommage au comte de Poitou pour les possessions qu'ils recevront de leurs parents en héritage,, morcelant encore plus le lignage principal.
En 1250, sa petite-fille, Isabelle de Lusignan (av. 1239-ap. 1314), à peine pubère, épouse le fils de son ancien ennemi, Geoffroy VI de Rancon, seigneur de Gençay, qui fait reconstruire son château avec la dot.

### Testaments et succession
En mars 1243 à Angoulême, Hugues X de Lusignan et Isabelle d'Angoulême partagent leurs domaines entre leurs enfants,. Isabelle se retire peu après à l'abbaye de Fontevraud, où elle décède le 4 juin 1246,. Après le décès de son épouse, Hugues X rédige à Lusignan deux testaments qui sont datés du 1er, et du 8 août 1248,.

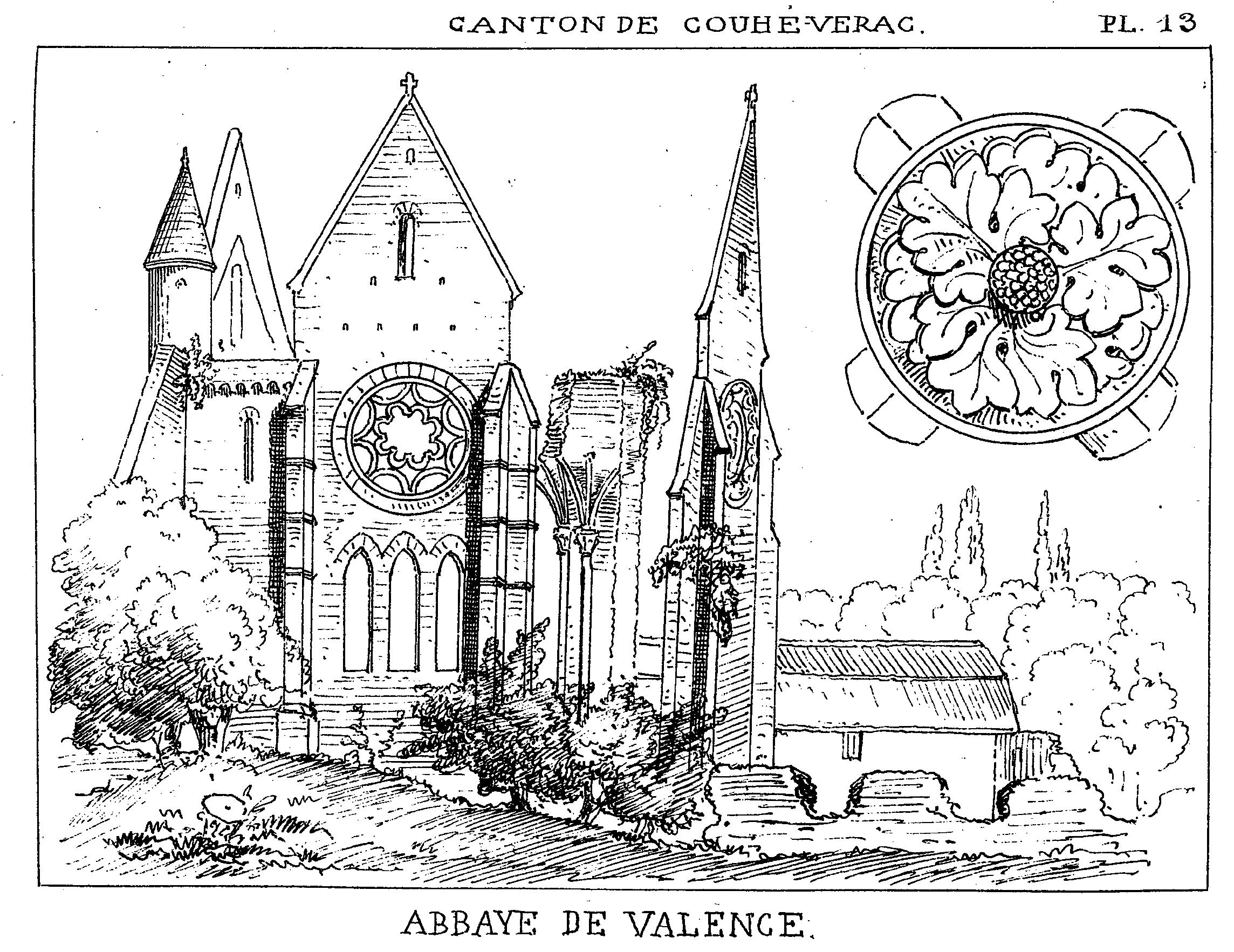
Abbaye de Valence en Poitou : ruines de l'abbatiale au XIXe siècle dessinée par Pierre-Amédée Brouillet

### Septième croisade, décès et sépulture
En 1248 Hugues X participe, aux côtés de Louis IX, à la septième croisade. Il meurt le 5 juin 1249 en combattant devant Damiette, lors de la prise de la ville, : au même lieu que son père en 1219,, et le lendemain du jour anniversaire du décès de son épouse.
Hugues X de Lusignan est enterré à l'abbaye de Valence,, sur la Dive près de Couhé, qu'il avait fondée en 1230, avec son épouse Isabelle,.

## Mariage et descendance

### Isabelle d'Angoulême

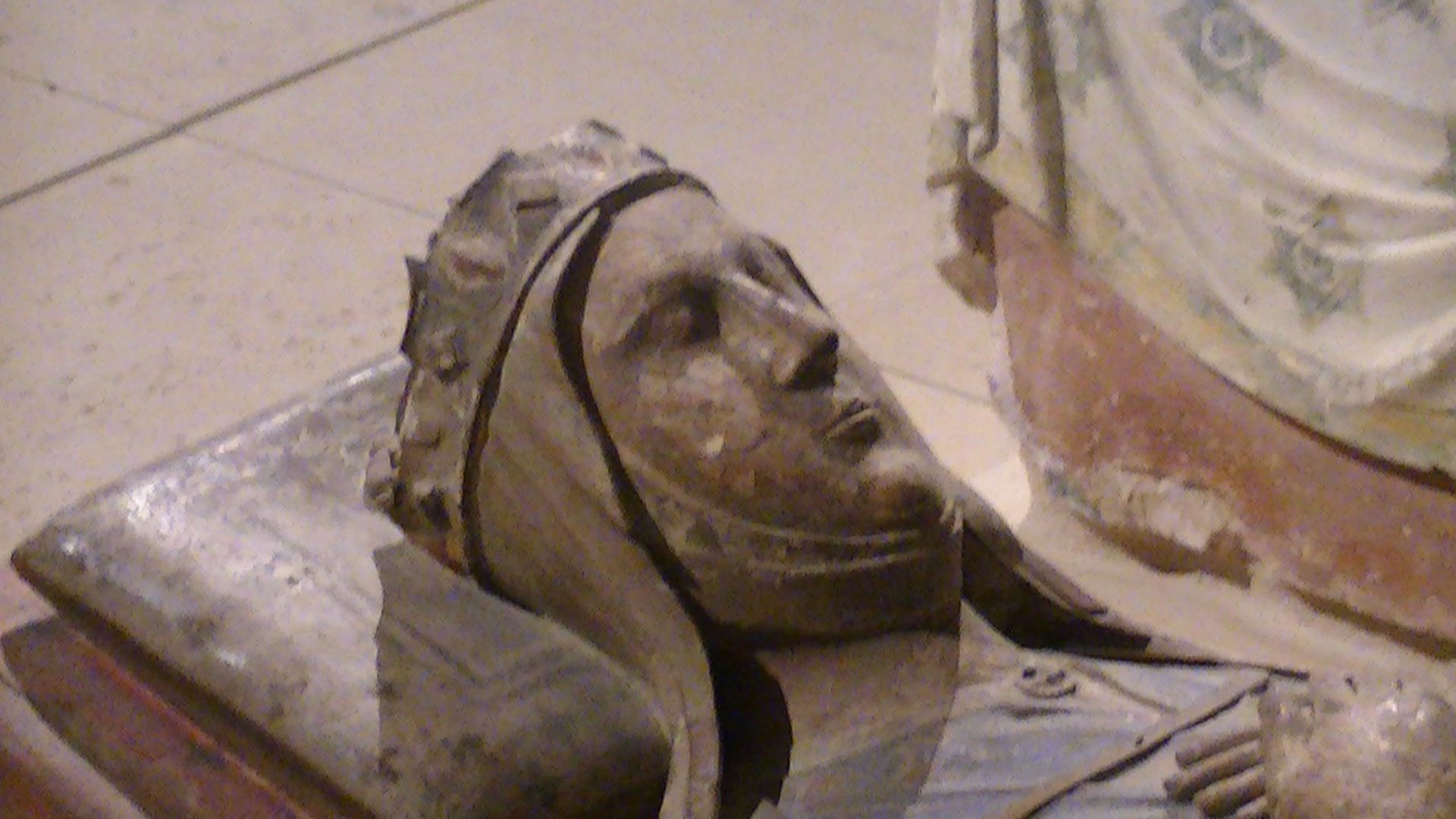
Effigie d'Isabelle d'Angoulême, Abbaye de Fontevraud

Isabelle d'Angoulême, ou Isabelle Taillefer, est la fille unique d'Aymar II (v. 1160-1202) comte d'Angoulême et d'Alix de Courtenay (v. 1160-1218), petite-fille du roi de France Louis VI le Gros (1081-1137),. Par sa mère, Isabelle est issue de la maison capétienne de Courtenay. Elle est l'héritière de la maison Taillefer, comtesse d'Angoulême de son plein droit (suo jure).
Au printemps 1220, Hugues X de Lusignan épouse Isabelle d'Angoulême (v. 1188/92-4 juin 1246), reine douairière d'Angleterre et veuve de Jean sans Terre depuis 1216. Elle avait été fiancée à Hugues IX le Brun, comte de la Marche, avant que le roi d'Angleterre ne l'épouse en 1200,,,,.

### Postérité
Hugues X de Lusignan et Isabelle d'Angoulême ont neuf enfants :
- Hugues XI le Brun (v. 1221-6 avr. 1250), seigneur de Lusignan, comte d’Angoulême et comte de la Marche. Il épouse en janvier 1236 Yolande de Bretagne (1218-15 oct. 1272), dame du Pallet et comtesse de Penthièvre, fille de Pierre de Dreux et d'Alix de Thouars, comtesse de Richmond, duchesse de Bretagne.
- Guy de Lusignan (v. 1222-ap. 28 août 1288), seigneur de Cognac, d'Archiac et de Merpins ; sans postérité connue.
- Geoffroy Ier de Lusignan (v. 1223-av. 4 mars 1274), seigneur de Jarnac, de Château-Larcher et de Châteauneuf, dès 1246, et seigneur de Montignac en 1248. Il épouse avant 1246 Almodis (v. 1230-ap. 1248) qui lui apporte le château de Sainte-Hermine. Veuf, il épouse en secondes noces, avant 1259, Jeanne de Châtellerault (1243-1315).
- Agathe de Lusignan (1224-ap. 1269) épouse Guillaume II de Chauvigny (1224-1271), seigneur de Châteauroux ; ils ont :
  - Guillaume III de Chauvigny (av. 4 sept. 1256-1322), seigneur de Châteauroux[181].
- Isabelle de la Marche (v. 1225-14 janv. 1300), épouse (v. 1243/44) Maurice IV de Craon (av. 1226-av. 27 mai 1250) seigneur de Craon, Sablé, sénéchal d’Anjou, de Touraine, du Maine (1249-1272).
- Marguerite de Lusignan ou Marguerite de la Marche (v. 1226-22 oct. 1288) épouse, vers le mois de février 1243, Raymond VII (1197-27 sept. 1249), comte de Toulouse. Son mariage est invalidé par le Siège apostolique pour cause de parenté. Séparée, elle épouse par la suite Aimery IX, vicomte de Thouars (av. 1239-1250), et en 3e noces, après 1257, Geoffroy VI de Châteaubriant (av. 1248-1284), seigneur de Pouzauges.
- Guillaume Ier de Valence (v. 1227-13 juin 1296), seigneur de Montignac, de Bellac, de Rancon, de Champagnac, de Wexford et comte de Pembroke. Il épouse avant le 13 août 1247 Jeanne de Montchenu ou de Munchensy(en) (av. 1234-av. 20 sept. 1307). Jeanne est la petite-fille de Guillaume le Maréchal et lui apporte le comté de Pembroke et la seigneurie de Wexford en Irlande. Par cette union, Guillaume devient l'un des barons les plus puissants d'Angleterre grâce à l'appui politique de son frère utérin, Henri III Plantagenêt.
- Aymar de Lusignan (1228-4 déc. 1260), seigneur de Couhé, est clerc en 1247, évêque de Winchester (1250-1260), successeur de Guillaume de Raley. Aymar est élu le 4 novembre 1250, élection confirmée à Lyon par le pape Innocent IV le 14 janvier de l'année suivante. Il décède à Paris et fut inhumé à l'église Sainte-Geneviève.
- Alix de Lusignan (v. 1229-1256), épouse en 1247 Jean Ier de Warenne (1231-1304), comte de Surrey, de Sussex et gardien d'Écosse. Neuvième et dernier enfant du couple, elle porte le prénom de sa grand-mère maternelle, Alix de Courtenay.

### Filiations naturelles
Hugues X a, hors mariage, avec une ou deux inconnues :
- Inconnu (av. 1220-ap. 1243), né avant le mariage d'Hugues X avec Isabelle d'Angoulême ; il est le défenseur de la forteresse de Frontenay en 1242[120],[121],[182]. Il propose de se battre en duel judiciaire à la place de son père en 1243[183] puis disparaît ensuite des sources. Son nom nous est inconnu. D'un statut inférieur à celui de ses frères, il pourrait être entré dans l'ordre de l'Hôpital, à l'instar de son autre frère bâtard, Guy de la Marche, entré chez les Franciscains,[184]. Une pierre tombale a été découverte dans le cimetière de la commanderie hospitalière de Lavausseau indiquant qu'un individu, un chevalier, portant un écu aux armes brisées des Lusignan y a été enterré[185],[186].

- Guy de la Marche[187] ou Guy de Lusignan[188] (av. 1249-ap. 1291), est surement né avant le mariage d'Hugues X avec Isabelle d'Angoulême ou après le décès d'Isabelle (♰ 1246). Guy est moine franciscain, gardien du couvent de Cognac et poète[189],[190],[191],[192]. Il est cité dans les deux testaments de son demi-frère Guy de Lusignan, seigneur de Cognac[193],[194]. Une bulle du pape Nicolas IV, datée du 23 janvier 1291, précise qu'il était fils naturel du comte de la Marche et d'Angoulême et qu'il avait été conçu alors que son père et sa mère étaient tous deux célibataires[195],[196],[197].

## Sceaux et armoiries

### Sceau [1216]
Avers : Rond, 78 mm,,,,,.

Sceau et contre sceau d'Hugues X de Lusignan [1216], dessinés par Roger de Gaignières au XVIIIe siècle

Description : Type équestre de chasse à droite, le cheval au galop, le cavalier, vêtu d'un surcot, tient les rênes de la main gauche et de la droite un petit chien debout sur la croupe du cheval. Dans le champ, devant et autour du cheval, un semis de marguerites.
Légende : Détruite.
Contre-sceau : Rond, 78 mm,,,,,.
Description : Écu burelé de vingt-cinq pièces au lion rampant.
Légende : Détruite.

### Sceau [1233]
Avers : Rond,.
Description : Type équestre de chasse à droite, le cheval au galop, le cavalier, tête nue, vêtu d'un surcot, tient les rênes de la main gauche et de la droite un petit chien debout sur la croupe du cheval. Dans le champ à droite, un cor suspendu au cou du cavalier. Le cheval est harnaché.
Légende : ...... ..GONIS DE L....... ...... ....LIS..
Légende transcrite : [Sigillum Hu]gonis de L[eziniaco comitis Engo]lis[me]
Contre-sceau : Rond,.
Description : Écu burelé de quinze pièces sur champ de rinceaux.
Légende : ✠ SIGIL.. ....... .. ........ .OMITIS M....IE
Légende transcrite : Sigil[lvm Hugonis de Leziniaco c]omitis M[arch]ie

### Sceau [1223-1248]
Avers : Rond, 78 mm,,,,,,,.

Sceau et contre sceau d'Hugues X de Lusignan [1229], dessinés par Roger de Gaignières au XVIIIe siècle

Ce sceau reprend le type en usage par Hugues IX à la différence de la main droite élevée au-dessus de l'encolure.
Description : Type équestre de chasse à droite, le cheval au galop, le cavalier, tête nue, vêtu d'un surcot par-dessus sa cotte, tient les rênes de la main gauche et de la droite un petit chien debout sur la croupe du cheval. Dans le champ à droite, un cor suspendu au cou du cavalier. Le cheval est harnaché avec des grelots.
Légende : ✠ SIGILL' ⠅HVGONIS ⠅DE ⠅LEZIIACO ⠅COMITIS ⠅ENGOLISME ⠅
Légende transcrite : Sigillum Hugonis de Leziniaco comitis Engolisme
Contre-sceau : Rond, 78 mm,,,,,,.
Ce sceau aux armes de Lusignan est associé à la titulature de comte de la Marche. Il est, dans la plupart des cas, apposé en contre-empreinte du sceau équestre d'Hugues X comme comte d'Angoulême.
Description : Écu burelé de dix-neuf pièces sur champ de rinceaux.
Légende : ✠ SIGILL' ⠅HVGONIS ⠅DE ⠅LEZIIACO ⠅COMITIS ⠅MARCHIE
Légende transcrite : Sigillum Hugonis de Leziniaco comitis Marchie

### Sceaux [1242] ou [1243]
Dom Fonteneau relève sur un acte de 1243 (indiqué 1242) ces associations, inconnues par ailleurs : du sceau revers d'Hugues X comme comte de la Marche et du sceau avers d'Isabelle d'Angoulême comme reine d'Angleterre, et du sceau avers d'Hugues X comme comte d'Angoulême et du sceau revers d'Isabelle d'Angoulême comme duchesse de Normandie et d'Aquitaine, comtesse d'Anjou.

#### Premier sceau
Avers : Rond,.
Description : Écu burelé de dix-sept pièces sur champ de rinceaux à la titulature de comte de la Marche.
Légende : ✠ SIGILL • H • DE LEZINIACO COMITIS MARCHIE ⍨
Légende transcrite : Sigillum Hugonis de Leziniaco comitis Marchie
Contre-sceau : Navette,.
Description : Dame debout, de face, coiffée d'un touret, la robe serrée à la taille, portant un manteau posé sur les épaules et plissé aux pieds, tenant de la main droite une branche fleurie et la main gauche portant un oiseau.
Légende : ✠ YZABELLA • SACRA REGINA ANGLIAE DONA HYBERNIE
Légende transcrite : Ysabella sacra regina Angliæ domina Hybernie.

#### Second sceau
Avers : Rond.

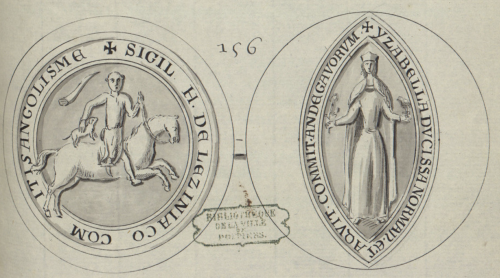
Sceaux d'Hugues X de Lusignan et d'Isabelle d'Angoulême d'après un dessin de Dom Fonteneau au XVIIIe siècle

Description : Type équestre de chasse à droite, le cheval au galop, le cavalier, tête nue, vêtu d'un surcot par-dessus sa cotte, tient les rênes de la main gauche et de la droite un petit chien debout sur la croupe du cheval. Dans le champ à droite, un cor suspendu au cou du cavalier.
Légende : ✠ SIGILL • H • DE LEZINIACO COMITIS ANGOLISME
Légende transcrite : Sigillum Hugonis de Leziniaco comitis Angolisme.
Contre-sceau : Navette.
Description : Dame debout, de face, coiffée d'un touret, la robe serrée à la taille, portant un manteau posé sur les épaules et plissé aux pieds, tenant de la main droite une branche fleurie et de la main gauche une croix sur laquelle est posé un oiseau.
Légende : ✠ YZABELLA DVCISSA NORMAN • ET AQVIT • COMMIT • ANDEGAVORVM
Légende transcrite : Ysabella ducissa Normanie et Aquitanie comitissa Andegavorum

### Armoiries [1216]
| Blason | Blasonnement : Écu d'argent à douze burelles d'azur au lion rampant de gueules Commentaires : Blason d'Hugues X de Lusignan, d'après l'empreinte d'un contre-sceau de 1216 dessinée par Louis Boudan au XVIIIe siècle pour Roger de Gaignières. |

Références,,,,,

### Armoiries [1233]
| Blason | Blasonnement : Écu d'argent à sept burelles d'azur Commentaires : Blason d'Hugues X de Lusignan, comte de la Marche, d'après l'empreinte d'un contre-sceau de 1233 dessinée par Dom Fonteneau au XVIIIe siècle. |

Références,

### Armoiries [1223-1248]
| Blason | Blasonnement : Écu d'argent à neuf burelles d'azur Commentaires : Blason d'Hugues X de Lusignan, comte de la Marche, d'après les empreintes d'un contre-sceau de 1223 à 1248. |

Références,,,,,,,

#### Armoiries [1242] ou [1243]
| Blason | Blasonnement : Écu d'argent à huit burelles d'azur Commentaires : Blason d'Hugues X de Lusignan, comte de la Marche et d'Angoulême, d'après l'empreinte d'un sceau dessinée par Dom Fonteneau au XVIIIe siècle. |

Références,

## Sources et bibliographie

### Sources sigillographiques
- SIGILLA : base numérique des sceaux conservés en France, « Hugues X de Lusignan », sur sigilla.irht.cnrs.fr, Cnrs / IRHT. [lire en ligne]
- Sigillographie du Poitou jusqu'en 1515 : étude d'histoire provinciale sur les institutions, les arts et la civilisation d'après les sceaux, éd. François Eygun, Poitiers, Société des Antiquaires de l'ouest, 1938.